# 11101 Чеськафілармонія
11101 Чеськафілармонія (11101 Českáfilharmonie) — астероїд головного поясу, відкритий 17 вересня 1995 року.
Тіссеранів параметр щодо Юпітера — 3,359.